# Fotos (Apple)
Fotos é um aplicativo de gerenciamento e edição de foto desenvolvido pela Apple. Ele foi lançado como um pacote de aplicação em iOS 8 em 17 de setembro de 2014, substituindo o Rolo da Câmera–e lançado como um pacote de aplicativo para OS X Yosemite os usuários do OS X 10.10.3 atualização em 8 de abril de 2015. Mais tarde lançado para v. 10, de tvOS em 13 de setembro de 2016.

## História
Em junho de 2014, foi anunciado que a Apple planejava descontinuar programas iPhoto e Aperture, para ser substituído por um novo programa, Fotos, em algum momento, em 2015. Fotos foi incluída com o OS X Yosemite 10.10.3, lançado como uma atualização gratuita para usuários em 8 de abril de 2015.
Em 13 de setembro de 2016, o aplicativo foi mais tarde incluído na versão 10 do tvOS.

## Recursos
Fotos destina-se a ser menos complexo do que o seu antecessor.  As Fotos são organizadas por "momento", uma combinação de tempo e localização de metadados anexados para a foto.

### Edição
Fotos disponibiliza complexas ferramentas de edição com vários controles simples por padrão. Fotos também "recompensa a curiosidade e cliques adicionais com cada vez mais granular capacidades de manipulação". Com um simples clique o botão melhoramento automático também está disponível.

### A Biblioteca iCloud de Fotos
A Biblioteca iCloud de Fotos é fortemente integrada no programa, mantendo fotos e vídeos em sincronia com diversos dispositivos da Apple designado por utilizador (como Macs, iPhones, iPads e Apple Relógios), incluindo edições de álbuns e estruturas. O armazenamento pode ser adquirido em um número de camadas, a partir do 5 GB (livre) e vai até 1 TB. Enquanto a integração com o iCloud ainda é opcional, é muito mais central para o programa que foi com o iPhoto.

### Impressão profissional
Como seu antecessor, Fotos inclui um número de opções para o profissional de impressão de fotos, que pode, opcionalmente, ser transformadas em livros ou agendas e enviado para um endereço. Com Fotos, a Apple adicionou novos tipos de estampas, incluindo o tamanho dos quadrados e a capacidade de imprimir imagens panorâmicas.

### Compartilhamento
O Compartilhamento iCloud de Fotos permite o compartilhamento de fotos com os outros. Outras pessoas podem ver, curtir ou comentar compartilhada existente fotos ou contribuir com novas fotos para o álbum. Outras formas de partilha inclui e-mail, plataforma social que integra através do iOS Extensões, ou da Apple peer-to-peer AirDrop tecnologia.

## Críticas
Um importante ponto de crítica que tem sido levantada é a perda de funcionalidade no Fotos, em comparação aos seus antecessores. Em especial, as fotos não podem ser ordenadas como eventos, mas são automaticamente ordenados cronologicamente em momentos ou eles têm que ser colocados em álbuns, e o último, não permite uma classificação automática. (álbuns Inteligentes, com personalizado regras definidas pelo usuário, permitirá a ordenação). Com o OS X El Capitan, apenas a mais recente versão do iPhoto ainda funciona, e o iPhoto tiver sido removido da app store, para que os clientes que atualizaram para El Capitan, mas não tem mais recentes do iPhoto foram bloqueados do iPhoto, sem aviso, empurrando-os para a utilização de Fotografias.